# Evariste Richer
Evariste Richer est un artiste plasticien né à Montpellier en 1969, vivant à Paris.

## Biographie
Evariste Richer est diplômé de l'école nationale des Beaux-arts de Grenoble en 1992 puis de l’École nationale supérieure d'arts de Cergy-Pontoise en 1994. Il réalise sa première exposition personnelle au Centre d'art contemporain de Noisy-le-Sec en 2007. À l'occasion d'un partenariat culturel entre la France et l'Allemagne, il expose en 2010 au Kunstverein Braunschweig (de). En 2013 se tient son exposition Le grand élastique au Palais de Tokyo,. Slow Snow, un catalogue monographique et commenté de ses œuvres paraît en 2009.
En 2019, il fait partie des 30 artistes présentés par Sèvres - Manufacture et Musée nationaux à la Présidence de la République française pour le renouvellement du service de table de l'Élysée. La Présidence retient son projet, nommé Bleu Élysée qui révèle les plans des bâtiments de la résidence du chef de l'État. Le service en porcelaine de Sèvres prévu pour 300 convives sera composé de 1200 pièces.

## Œuvre
Son travail s'organise autour des « outils de mesure du monde » et à leur distorsion, allant de l'infiniment grand à l'infiniment petit (notamment Orange, 2013). Il travaille dans ses œuvres plastiques sur les modes de représentations de phénomènes naturels de manière à susciter la réflexion et à mettre en scène leur caractère énigmatique et violent. Ses travaux reposent souvent sur la science (géologie, technologie, perception, astronomie...) qu'il érige en méthode de travail : il y a une certaine forme de « scientificité » dans sa production plastique. Ainsi, il tente d'exploiter les éléments esthétiques de la science et de la nature pour « transformer les perceptions du monde » et ainsi « interroge[r] la nature profonde des éléments et des choses ».
Frédéric Bonnet remarque dans La Rétine une exposition imposant au spectateur d'aller au fond du sens de son travail. 
- Evariste Richer, La Molécule du territoire, Vent des forêts, 2010 (présentation en ligne)